# Parco nazionale dell'Aspromonte

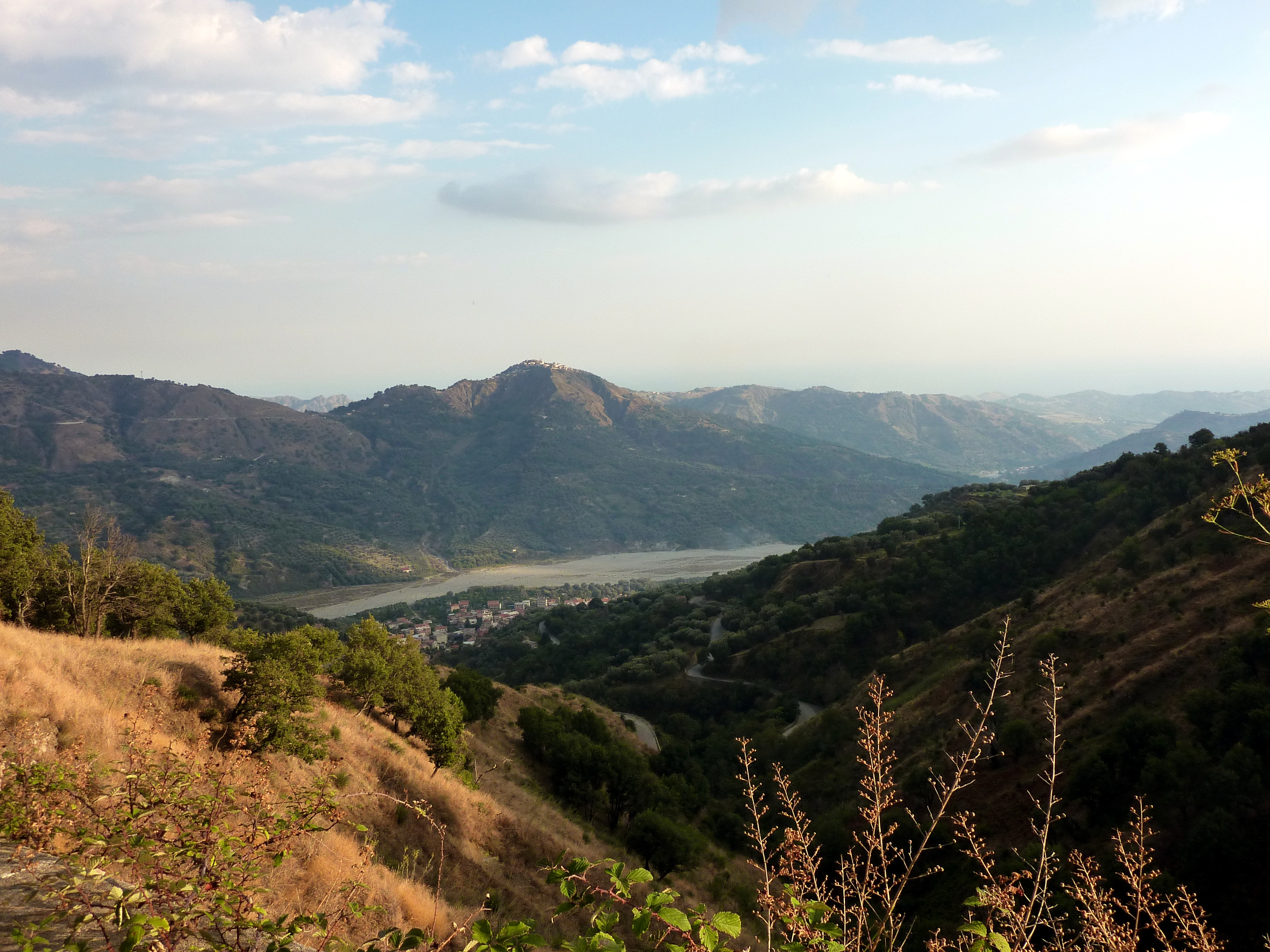
Aspromonte meridionale, vista verso Bagaladi e fiumara di Melito

Il parco nazionale dell'Aspromonte è un parco nazionale che sorge all'interno della città metropolitana di Reggio Calabria, prendendo il nome dal Massiccio dell'Aspromonte.
Dal 2021 fa parte della rete mondiale dei geoparchi curata dall'UNESCO.

## Storia e perimetrazione
L'attuale parco deriva dalla sezione aspromontana (che si estendeva per circa 3000 ha) del parco nazionale della Calabria (il quale esistette dal 1968 al 2002). Fin dal 1979 si discusse riguardo alla possibile creazione, nel territorio aspromontano, di un parco nazionale distinto da quello della Calabria, cosa che avvenne nel 1989 con l'istituzione del parco nazionale dell'Aspromonte, che è quindi il 6º parco nazionale ad essere stato istituito in Italia.
A seguito della Legge Quadro sulle Aree Protette (6 dicembre 1991) venne prevista la perimetrazione del parco, definita nel 1994 (che considerava un territorio di circa 76000 ha) nonché la suddivisione in zone: il Piano Regolatore, previsto nel 2003, venne approvato nel 2007.
Una successiva perimetrazione, che tolse dalla competenza dell'Ente Parco circa 11000 ha, portò le dimensioni del parco nazionale dell'Aspromonte agli attuali 64.153 ettari, facendogli così perdere il primato di parco interamente calabrese più esteso della regione, in favore del parco nazionale della Sila. Nel 2021 entra a far parte della rete mondiale dei geoparchi curata dall'UNESCO.

## Geografia fisica

### Territorio
L'Aspromonte è un massiccio montuoso facente parte del complesso denominato Alpi meridionali o Alpi calabresi. Il complesso geologico basale di questa formazione, originatosi nell'arco di un periodo che va dal precambriano fino a quasi tutto il Paleozoico, è prevalentemente composto da rocce ignee (graniti) e metamorfiche (gneiss e scisti) ed ha un'origine più antica rispetto all'Appennino.
Il complesso montuoso dell'Aspromonte è il risultato di due fasi fondamentali. La prima, sviluppatasi nel corso del Paleozoico, porta alla formazione dell'ossatura costituita prevalentemente da metamorfiti (gneiss e, soprattutto, micascisti), intervallate a intrusioni magmatiche. La seconda, molto più recente, si è svolta nel Cenozoico ed è quella che ha prodotto l'attuale morfologia. Si tratta di un processo orogenetico e sedimentario che ha visto una traslazione del blocco, nel corso dell'Oligocene, il deposito di sedimenti alluvionali, nel corso del Pliocene e, infine, un drastico sollevamento, nel corso del Pleistocene.
La morfologia del territorio è piuttosto frastagliata, fatta eccezione per la sommità, il cui profilo è addolcito dalla natura scistosa. Il complesso ha una forma conico-piramidale, con un rilievo centrale, il Montalto, di 1956 m, da cui si diramano più creste intervallate a valli profonde. Il versante tirrenico è interessato da un sistema di faglie, in direzione nordest-sudovest, che interrompe i crinali determinando la formazione di quattro terrazze sviluppate a differenti altezze. Il versante ionico è invece caratterizzato da pendenze uniformi fino alla costa.
L'idrografia è caratterizzata dalle fiumare. Si tratta di corsi d'acqua brevi, a regime torrentizio, che scorrono su greti sassosi, a valle anche piuttosto larghi. La portata delle fiumare è alimentata dai deflussi superficiali dell'acqua piovana. Dato il regime pluviometrico, con piogge concentrate nel periodo invernale, questi torrenti scorrono impetuosi nel periodo invernale, formando ad alta quota suggestive cascate. Con la diminuzione delle precipitazioni, in primavera, la portata si riduce progressivamente fino ad esaurirsi del tutto, cosicché, nel periodo estivo e autunnale, le fiumare sono completamente in secca.

### Comuni
Il parco è compreso nel territorio dei seguenti 37 comuni, tutti in provincia di Reggio Calabria:
Africo, Antonimina, Bagaladi, Bova, Bruzzano Zeffirio, Canolo, Cardeto, Careri, Ciminà, Cinquefrondi, Cittanova, Condofuri, Cosoleto, Delianuova, Gerace, Mammola, Molochio, Oppido Mamertina, Palizzi, Platì, Reggio Calabria, Roccaforte del Greco, Roghudi, Sant'Eufemia d'Aspromonte, Sant'Agata del Bianco, Santa Cristina d'Aspromonte, Samo, San Giorgio Morgeto, San Lorenzo, San Luca, San Roberto, Santo Stefano in Aspromonte, Scido, Scilla, Sinopoli, Staiti, Varapodio.

## Ambiente

### Flora
La flora dell'Aspromonte è caratterizzata da una spiccata eterogeneità come risultante della bassa latitudine, della prossimità del mare e del gradiente di altitudine. Differenziazione della vegetazione si riscontra inoltre fra i versanti tirrenico e ionico.

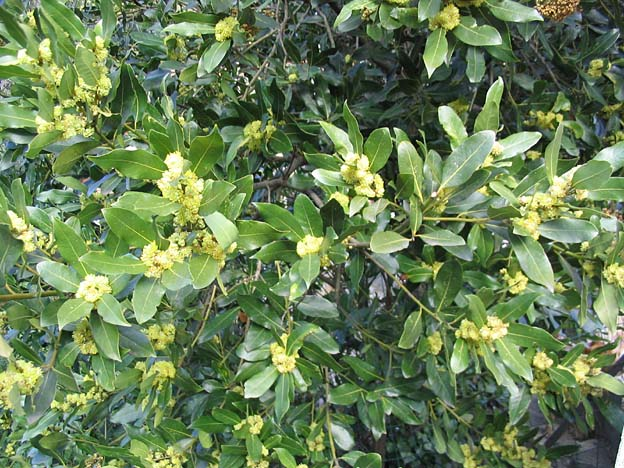
Lauretum

A bassa quota, lungo la fascia costiera si insedia la flora tipica della sottozona calda del Lauretum, i cui tipici rappresentanti sono la macchia mediterranea xerofila (Pistacia lentiscus, Myrtus communis, Arbutus unedo, Euphorbia dendroides, Erica arborea, ecc.) e, nelle aree coltivate, gli agrumi e l'olivo. Lungo le fiumare si insedia la vegetazione riparia, le cui essenze più rappresentative sono Alnus glutinosa (ontano nero), Populus nigra (pioppo nero), Salix sp. (salici), Nerium oleander (oleandro), Tamarix (Tamerici).
All'interno e a quote maggiori, alla vegetazione termoxerofila subentra quella boschiva, che si estende su circa 40000 ha. A quote basse, l'essenza forestale di maggiore frequenza è il leccio, mentre dai 600 metri in su diventano più frequenti le essenze caducifoglie e le conifere. Sul versante tirrenico sono frequenti i castagni, fino ai 1000 metri di altitudine, mentre in quello ionico prevalgono le querce caducifoglie, rappresentate dalla roverella, dal rovere e dal farnetto. Fra gli 800 e i 1700 metri è rappresentativo il pino nero calabro o pino larìcio (Pinus nigra laricio) e, dai 1200 metri fino alle quote più alte si estende il Fagetum, le cui essenze più rappresentative sono il faggio e l'abete bianco.

### Fauna

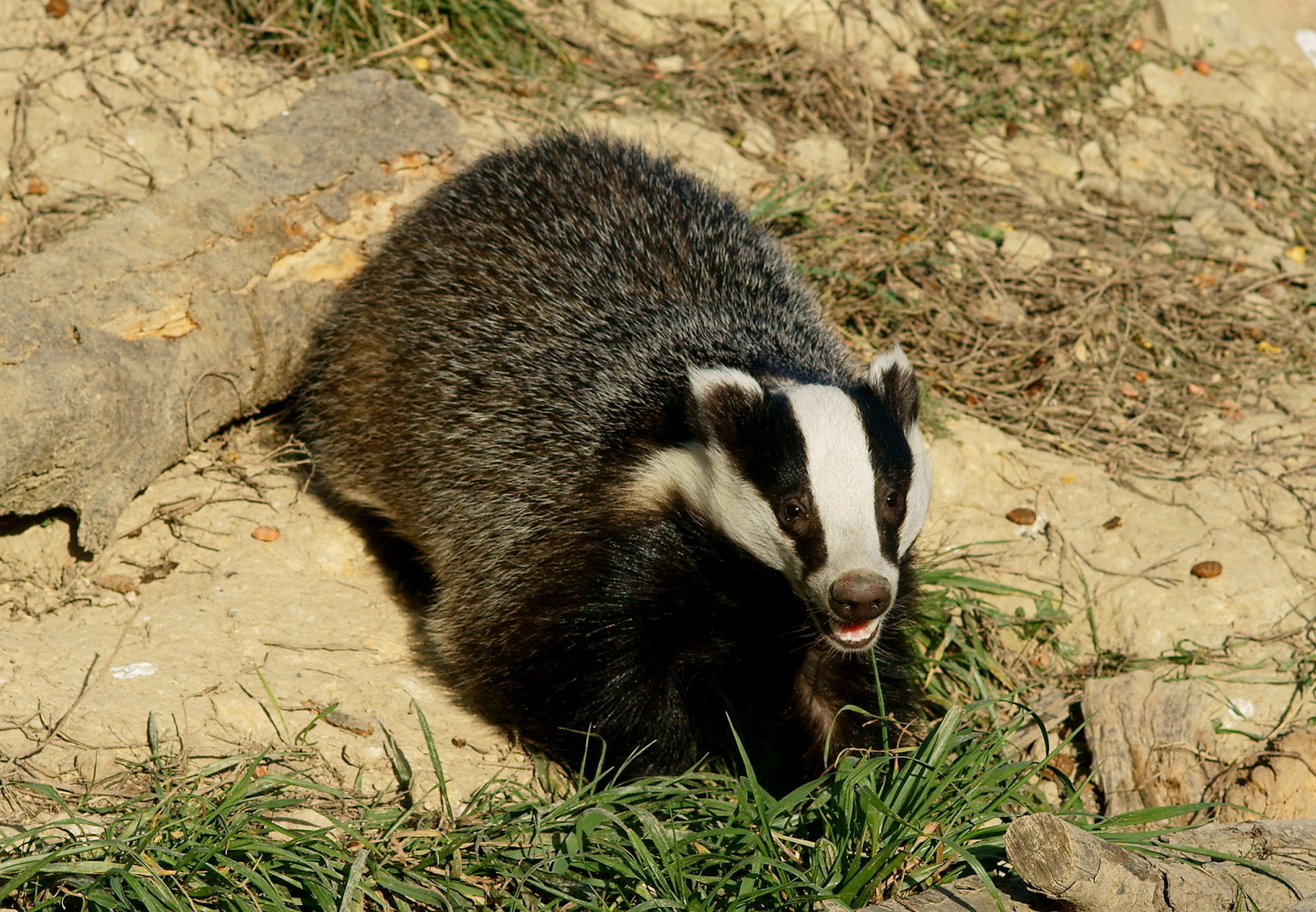
Tasso

Fra i mammiferi presenti nel parco si segnalano il lupo (Canis lupus italicus), presente nella parte centro-orientale del massiccio, il cinghiale (Sus scrofa), l'elusivo gatto selvatico (Felis silvestris), la martora (Martes martes), il tasso (Meles meles), la volpe (Vulpes vulpes), la faina (Martes foina), la donnola (Mustela nivalis), la lontra (Lutra lutra), diffusa nelle valli fluviali, il ghiro (Glis glis), il driomio (Dryomys nitedula), roditore simile al ghiro, presente oltreché in Calabria anche sulle Alpi Orientali, e lo scoiattolo nero meridionale (Sciurus meridionalis), sottospecie che differisce dalle popolazioni settentrionali per la colorazione della pelliccia che è nera anziché rossa o marrone. Alla fine del 2011, sono stati reintrodotti 75 esemplari della sottospecie italica di capriolo,  una specie assente da questo territorio da circa un secolo.
Molto ricca l'avifauna con numerose specie di uccelli rapaci tra cui l'aquila del Bonelli (Aquila fasciata), quasi estinta nel resto d'Italia e presente nel parco con due coppie, l'aquila reale (Aquila chrysaetos), ritornata recentemente a nidificare nel parco, e altre specie più comuni quali lo sparviero (Accipiter nisus), l'astore (Accipiter gentilis), il falco pecchiaiolo (Pernis apivorus), il falco pellegrino (Falco peregrinus), la poiana (Buteo buteo) e il biancone (Circaetus gallicus). Tra i rapaci notturni vanno segnalati il gufo reale (Bubo bubo), il più grande rapace notturno europeo, l'allocco (Strix aluco) e il barbagianni (Tyto alba). Altri uccelli presenti sono la rara coturnice (Alectoris graeca) ed il picchio nero (Dryocopus martius).

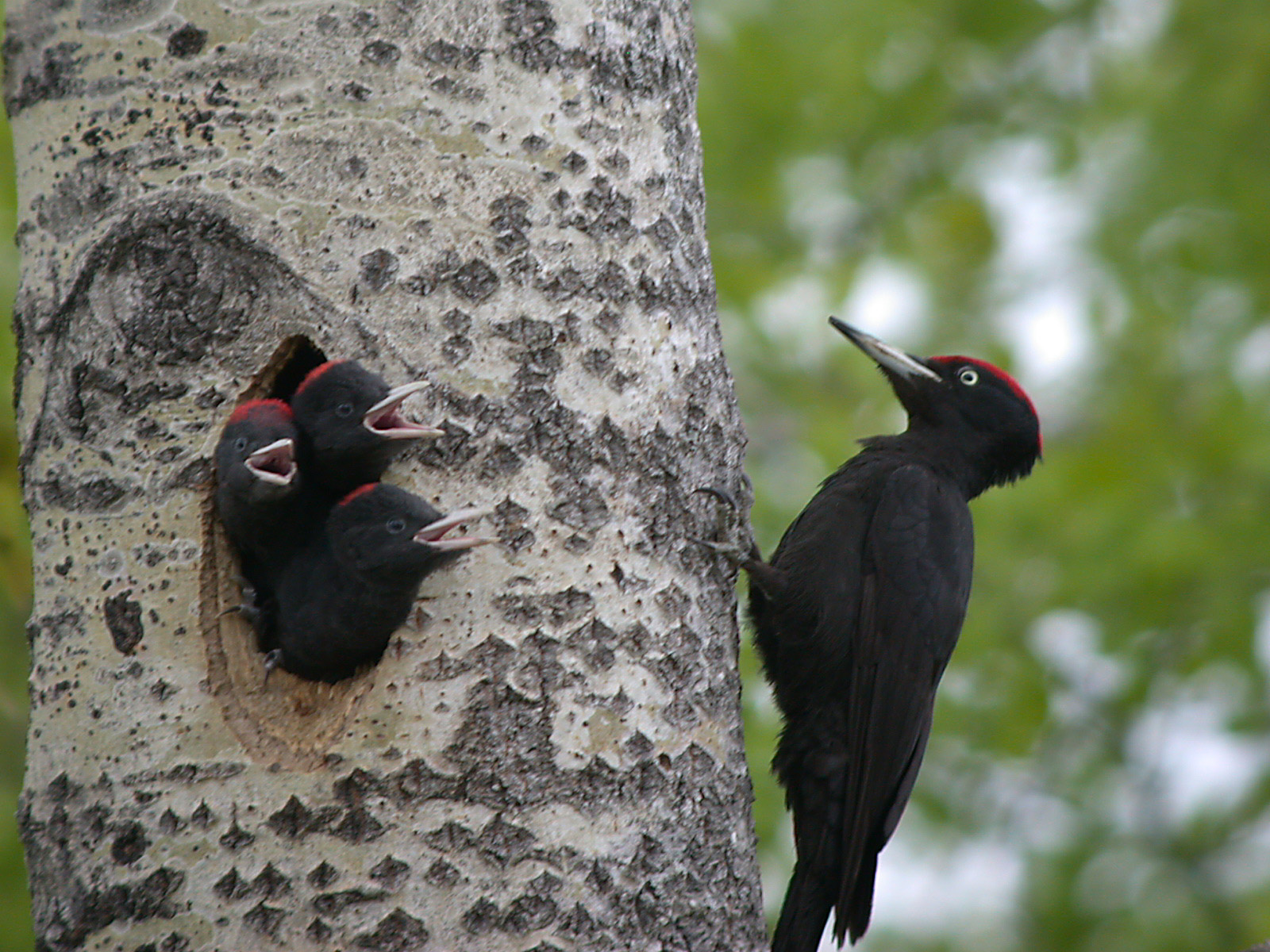
Picchio nero

Tra i rettili presenti vi sono la vipera dell'Hugyi (Vipera aspis hugyi), sottospecie che si caratterizza per la livrea grigia percorsa da una fascia bruna disposta a zig-zag, il cervone (Elaphe quatuorlineata) e la biscia d'acqua o natrice dal collare (Natrix natrix), presente lungo i corsi d'acqua.
Gli anfibi sono rappresentati dalla salamandra pezzata (Salamandra salamandra), dall'endemica salamandrina dagli occhiali (Salamandrina terdigitata ), dall'ululone dal ventre giallo (Bombina variegata) e dalla raganella (Hyla arborea). Nei corsi d'acqua del parco vive inoltre la trota fario (Salmo trutta fario). Tra le specie più significative dell'entomofauna meritano infine una menzione il cerambice delle querce (Cerambyx cerdo), la rosalia delle Alpi (Rosalia alpina) e lo scarabeo rinoceronte (Oryctes nasicornis).

## Turismo

### Borghi antichi
I borghi del parco: Bova, Gerace, Mammola e San Giorgio Morgeto vantano una storia antichissima e meritano una visita particolare in quanto suscitano grandi interessi. I borghi antichi offrono ai visitatori notevole interesse storico, culturale ed artistico ricco di testimonianze e reperti di varie epoche (Magna Grecia, romana, medievale e rinascimentale), conservano tutto il fascino del passato, con il suo caratteristico borgo, formato da piccole case una attaccata all'altra e strette viuzze, piccole piazze, antiche chiese, palazzi nobiliari e affascinanti scorci panoramici. Nel corso dell'anno numerose sono le feste religiose che rappresentano la storia e le tradizioni, molte sono le manifestazioni culturali e numerose sono le sagre di prodotti tipici locali. I borghi durante l'anno sono meta di numerosi visitatori e rappresentano una vera risorsa turistica del territorio del parco.

### Centri Visita

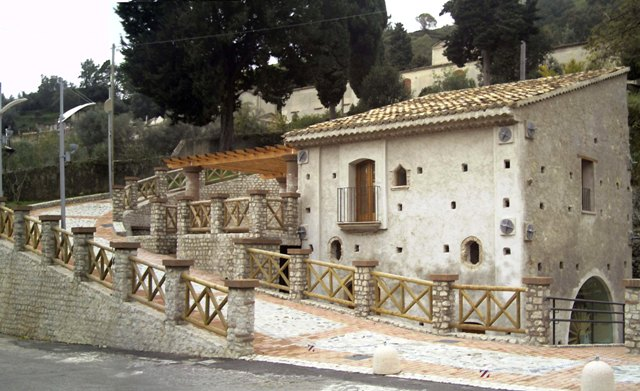
Mammola - Centro visita del parco nazionale dell'Aspromonte

I centri visita del parco di Bagaladi, Bova, Gerace e Mammola sono ubicati nei centri abitati, mentre quelle di Africo, Cittanova, Delianuova, Sant'Eufemia d'Aspromonte, Oppido Mamertina e Santo Stefano in Aspromonte, sono posizionate in località montane (per informazioni è consigliabile prendere appuntamento con la sede del parco). Sono finalizzati all'informazione turistica e al suggerimento di percorsi ed itinerari a far scoprire la bellezza e la storicità dei luoghi. Propongono al visitatore attraverso i pannelli espositivi un percorso della storia, del territorio e delle genti che vi abitano. I temi coinvolgono ad ampio raggio gli aspetti ambientali, storici, culturali e le attività produttive presenti nei comuni ricadenti nel parco. Inoltre è possibile reperire materiale divulgativo, vedere proiezione di video, acquistare guide o altre pubblicazioni. Le aree tematiche dei dieci comuni del parco sono:
- Bagaladi: storia dell'olio d'oliva;
- Bova: minoranze linguistiche;
- Gerace: aspetti storici-culturali e archeologici della Magna Grecia;
- Mammola: l'archeologia industriale del parco legata all'impiego dell'acqua;
- Africo (località Carrà): l'opera di Umberto Zanotti Bianco;
- Cittanova (località Zomaro): flora del parco e banca del seme;
- Delianuova (località Carmelia): la fauna del parco;
- Sant'Eufemia d'Aspromonte (località Villaggio De Leo): centro ecologico aspromontano;
- Oppido Mamertina (località Stoccato): foresteria del parco;
- Santo Stefano in Aspromonte (località Cucullaro): osservatorio per la biodiversità e fauna del parco.

### Sentieri naturalistici
Il territorio del parco nazionale dell'Aspromonte è attraversato da numerosi sentieri, alcuni dei quali adatti a percorsi in bicicletta o a cavallo.

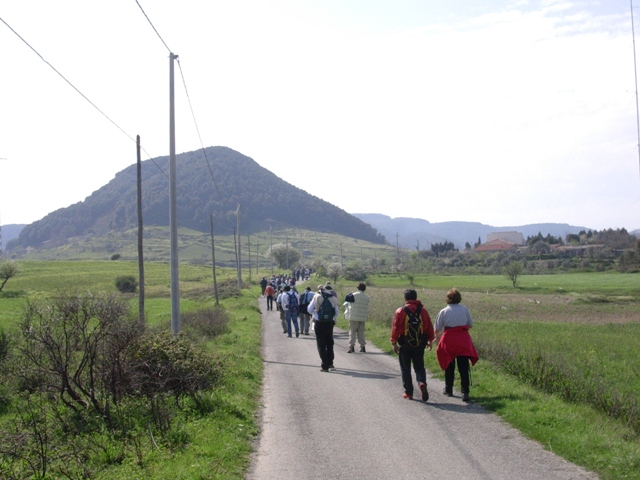
Mammola - Escursione Monte Sant'Elia (parco nazionale dell'Aspromonte)

- Sentiero dei Greci: (Comune di Mammola) - Mammola-Fiume Torbido-Passo Sella-Santuario di San Nicodemo-Passo della Limina.
- Cascata di Salino o Schioppo di Salino: (Comune di Mammola) - Mammola - Fiume Torbido - Torrente Salino.
- Monte Sant'Elia: (Comune di Mammola) - ad anello - Mammola - Fiume Torbido- Zimbi - Piani di Canolo - Monte Sant'Elia - Strada Castania -Piani di Frolimo- Coraca- Mammola.
- Geosito Miniera Macariace-Santuario San Nicodemo: (Comune di Mammola) - ad anello - Mammola-Miniera Macariace-Marvelli- Abeto incrocio Sentiero dei Greci-Santuario San Nicodemo- Passo Sella -Fiume Torbido -Mammola.
- Lago Costantino: (Comune di San Luca) San Luca-Fiumara Buonamico-Lago Costantino.
- Da Montalto a Polsi: (Comuni di:.....-San Luca) Montalto-Gianni Jettu- Piano dei Riggitani-Mulattiera per Polsi- Santuario di Polsi.
- Da Amendolea a Bova: (Comuni di: Condofuri, Bova) Amendolea-Fiumara Cozzi-Contrada Lacco-Monte Briga Bova.
- Sentiero del Brigante: (vari Comuni) da Gambarie d'Aspromonte a Serra San Bruno o Stilo.

### Punti di interesse

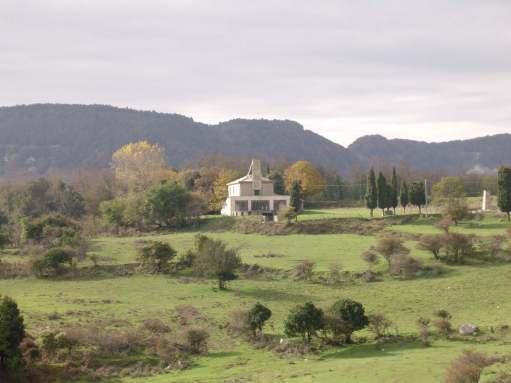
Mammola - Santuario di San Nicodemo (XI secolo)

- La chiesetta di San Leo ad Africo rappresenta uno dei pochi reperti basiliani ancora esistenti in Aspromonte.
- Il Santuario di San Nicodemo, risalente al X secolo, si trova sull'altipiano della Limina, nel territorio di Mammola. È abitato da un monaco ed è meta di fedeli e turisti durante tutto l'arco dell'anno. La Festa si svolge ogni anno la Domenica successiva al 12 maggio.
- L'Area Grecanica conserva tuttora forti caratteri della civiltà magnogreca e bizantina, soprattutto grazie alla conservazione del Greco di Calabria, un idioma che viene classificato come dialetto del greco antico. A Bova è possibile ammirare il castello normanno e le molte antiche chiese medievali e dimore patrizie del centro storico.

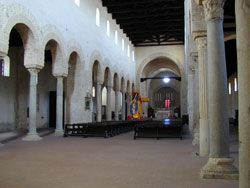
Gerace - Interno della Cattedrale

- Gerace è la principale città d'arte dell'Aspromonte ed uno dei più importanti borghi medievali della Calabria. Custodisce importanti bellezze artistiche e naturali, come il castello del XII secolo, l'antichissima Cattedrale (seconda della regione per ampiezza dopo il Duomo di Reggio Calabria, le cui origini sono precedenti al X secolo), le chiese di San Francesco e di San Giovannello e altri siti risalenti all'epoca bizantina.
- Mammola, centro d'arte, turistico e gastronomico, vanta una storia antichissima. Particolare interesse suscita il centro storico, con le sue piccole case una attaccata all'altra, le Chiese antiche e i Palazzi nobiliari. Merita una visita particolare il Parco Museo Santa Barbara, luogo d'arte e d'incontro culturale di numerosi artisti internazionali. Rinomata la sua gastronomia con lo “Stocco” tipico di Mammola, cucinato in vari modi, altri prodotti tipici sono la ricotta affumicata e il formaggio caprino, i salumi, il pane "pizzata" (pane di mais) e il pane di grano cotti nel forno a legna.
- Anche San Giorgio Morgeto custodisce importanti resti ellenici. Il Castello medievale, la Chiesa di San Francesco e il Monastero di San Domenico sono importanti testimonianze artistiche.
- Tra i Santuari aspromontani, quello in assoluto più noto e frequentato è il Santuario della Madonna della Montagna di Polsi (comune di San Luca), dove fra la fine di agosto e i primi giorni di settembre si celebra la festa della Madonna della Montagna. La processione caratteristica ed il folklore che anima i giorni della festa sono un misto di fede, sacralità ed antichi costumi pagani.